# Войны навахо
Войны навахо (англ. Navajo Wars) — войны, которые охватывают, как минимум, 3 периода конфликта на американском западе:
- война навахо против испанцев (1716—1821)
- война навахо против мексиканского правительства (1821—1848)
- война навахо против Соединенных Штатов (после американо-мексиканской войны 1847—1848 гг.).

Эти конфликты включали в себя и мелкие стычки, и крупные экспедиции, организованные правительствами на территорию, контролируемую навахо. Навахо так же совершали набеги на другие племена и близлежащие поселения, которые, в свою очередь, совершали набеги на территорию Навахо, создавая цикл рейдов, который увековечивал конфликт.

## Испанский период
Факундо Мелгарес, последний испанский губернатор Нью-Мексико до обретения независимости в 1821 году, провел две неудачные экспедиции против навахо, которые нападали на новых мексиканских поселенцев.

## Мексиканский период
Преемник Мельгареса, губернатор Хосе Антонио Вискарра, встретился с лидерами навахо в Пагуате 12 февраля 1823 года с предложением заселить земли навахо мексиканцами и обратить навахо в католичество. Навахо не были заинтересованы ни в одном из этих предложений. Они отклонили договор и возобновили борьбу: 6 мексиканцев были убиты в Сокорро в апреле 1823 года и ещё 8 в Сабинале в мае 1823 года. 18 июня 1823 года Вискарра отправился в 74-дневную экспедицию против навахо в западной части Нью-Мексико. Его маршрут прошел через Чуские горы, затем на север в сторону Юты, до Олджето-Крик в округе Сан-Хуан, штат Юта. В результате 33 навахо были убиты (8 из них женщины), а около 30 были взяты в плен. Экспедиция достигла Каньона-де-Шей, расположенного на северо-востоке штата Аризона. В ответ на выступление Вискарры навахо снова совершили набег на Сокорро, атаковали Томе, Альбукерке и достигли окраины Санта-Фе.
Рейд 1823 года ознаменовал начало длительного периода рейдов, продолжавшихся до 1848 года. Мексиканцы брали в плен навахо, чтобы использовать их в качестве рабов, а навахо нападали, чтобы вернуть своих людей и получить скот.

## Американский период
Американские военные взяли контроль над юго-западом от Мексики к 1846 году, но военные действия между навахо и мексиканцами всё ещё продолжались.

### 1846: договор «Bear Springs»
Последовав приглашению от небольшой группы американских солдат под командованием капитана Джона Рида, Нарбона и другие навахо 21 ноября 1846 года договорились с полковником Александром Донифаном о заключении мирного договора «Bear Springs». Договор не был соблюден некоторыми людьми из племени навахо, которые продолжали воровать запасы у мексиканских деревень и скотоводов.

### 1849: Вашингтонская экспедиция
16 августа 1849 года армия США начала организованную экспедицию в центр страны навахо, чтобы показать навахо мощь армии США. Возглавлял экспедицию военный губернатор Нью-Мексико, полковник Джон Вашингтон. В состав вооруженных сил входило около 1000 пехотинцев (добровольцев из США и Нью-Мексико), сотни лошадей и мулов, 55 разведчиков и четыре артиллерийских орудия. 29-30 августа 1849 года Вашингтонская экспедиция начала грабить кукурузные поля навахо. Вашингтон решил, что он может разграбить посевы навахо, потому что навахо придется возместить правительству США расходы на экспедицию. В то же время, Вашингтон все еще предлагал навахо, несмотря на враждебную ситуацию, «оставаться друзьями, если навахо приедут со своими вождями на следующий день и подпишут договор». На следующий день вождь Нарбона прибыл в Каньон де Шелли для «разговора о мире». В договоре навахо признали юрисдикцию Соединенных Штатов и разрешили форты и торговые посты на земле навахо. Соединенные Штаты, со своей стороны, пообещали «такие пожертвования [и] такие другие либеральные и гуманные меры, которые [они] могут счесть соответствующими и надлежащими». Но, достигнув соглашения, началась драка, поводом стал мексиканец, который решил, что видит свою украденную лошадь и попытался забрать ее у навахо. (Навахо не признавал свою вину и утверждал, что после кражи, лошадь прошла через нескольких владельцев и теперь по праву принадлежит ему). Вашингтон встал на сторону мексиканца. В результате перестрелки 7 навахо были убиты, остальные бежали. Одним из убитых был вождь Нарбона, которого скальпировали. Эта резня побудила воинственных лидеров навахо, таких как Мануэлито, получить поддержку от тех навахо, которые были сторонниками мира.

### 1851—1860
Полковник Эдвин Самнер провел кампанию против навахо в 1851 году. Компания прошла неудачно, нападения навахо заставили Самнера отступить. В 1855 году Мануэлито и Зарсилос Ларгос подписали в Лагуна-Негре мирный договор. В 1857 году сильная засуха обрушилась на навахо и уничтожила их скот и сельскохозяйственные ресурсы, вызвав голод 1857—1858 годов. Наступило время социальных потрясений. Окружающие племена постепенно усиливали свои атаки на ослабленных навахо. В 1858 году навахо потребовали, чтобы Форт «Defiance» прекратил пасти свой скот на главной земле навахо. Солдаты расстреляли 48 голов скота и 8 лошадей, принадлежащих Мануэлито. Воины навахо убили слугу командира в отместку за убийство скота.
В 1860 году военные США, американцы мексиканского происхождения и зуни совершили набег на землю навахо. Навахо убили четырех солдат из форта «Defiance» в январе. 30 августа Мануэлито, Барбонсито и 1000 навахо атаковали американскую армию во Второй битве за Форт «Defiance». Тем временем другие напали на овец возле Санта-Фе. 400 мексиканцев под командованием Мануэля Антонио Чавеса сформировали ополченцев и совершили набег на земли навахо. В отместку за нападение на Форт «Defiance», была развернута кампания Кэнби в начале октября. В течение следующих нескольких месяцев за семь армейских экспедиций были убиты 23 навахо, уничтожен продовольственный запас навахо и урожай.
В 1861 году еще один договор был подписан в Форте Фантлерой (позже Форт Вингейт). Форт «Defiance» был сдан 24 февраля.

### 1862
Конфедеративные войска перешли Рио-Гранде в Нью-Мексико в 1862 году. Но они были отброшены обратно в Техас силами Союза из Колорадских добровольцев при содействии некоторых новых мексиканских добровольческих отрядов ополчения. С прибытием волонтеров Калифорнии под командованием генерала Джеймса Карлтона, Форт Вингейт был восстановлен в Охо дель Осо (ранее Фантлерой). Навахо этим воспользовались и усилили свои набеги. Граждане жаловались правительству, что в 1862 году навахо и апачи украли 30 000 овец.

### 1863 Кампания Карсона
В 1863 году, когда продолжались набеги между народностями навахо и мексиканским ополчением, военный губернатор округа Нью-Мексико генерал Джеймс Генри Карлтон заявил 18 вождям навахо, что они должны сдаться к 20 июля 1863 года и перебраться в форт Самнер в Боске-Редондо. В июле по приказу генерала Карлтона полковник Кит Карсон начал одновременную кампанию против месселарских апачи и навахо. В серии набегов и перестрелок войска Карсона начали собирать навахо и апачей и отправлять их в Боске-Редондо.
В период с сентября 1863 года по январь 1864 года Карсон и его люди преследовали навахо. Были сожжены посевы, конфискован инвентарь, сожжены хоганы. В битве при Каньоне де Челли Карсон уничтожил большую часть имущества навахо.

### 1864 «Длинная прогулка»
Без еды или укрытия, чтобы выжить в течение зимы, постоянно преследуемые Армией США, группы навахо начали сдаваться.

Начиная с января 1864 года, многие группы и их лидеры — Барбончито, армихо и, наконец, в 1866 году Мануэлито — сдались или были взяты в плен и совершили так называемую «длинную прогулку» в резервации Боске-Редондо в Форт-Самнер, штат Нью-Мексико.